# Вырубова, Нина Владимировна
Нина Владимировна Вырубова (4 июня 1921, Гурзуф — 24 июня 2007, XVIII округ Парижа) — французская артистка балета и педагог. Единственная россиянка, получившая звание этуали Парижской Оперы.

## Биография
Родилась 4 июня 1921 года в крымском городке Гурзуфе в период Гражданской войны в России в семье Владимира Сергеевича Вырубова и его жены Ирины Львовны Ле Дантю (из обрусевших французских эмигрантов).
В 1922 году в Крыму Владимир Вырубов был убит красноармейцем. Мать, опасаясь за своё дворянское происхождение, приняла решение покинуть страну. В этом намерении ей помогло то, что в 1924 году Франция признала СССР, и одним из условий этого было обязательство СССР не чинить препятствий родственникам французов посещать историческую родину. Имея родных во Франции, Ирина Львовна добилась права покинуть страну по приглашению тётки по матери — Марии Николаевны Труайе (урожденной Фредерикс). В ноябре 1924 года Вырубовы прибыли в Париж.
Во Франции Ирина Вырубова, решив стать танцовщицей, стала заниматься балетом. Подражать матери стала её маленькая дочь. Увидев выступление знаменитой русской балерины Анны Павловой, Нина ещё больше укрепилась в своём желании стать балериной. Её наставницей стала Ольга Преображенская — бывшая балерина Мариинского театра, признанная звезда русского балета. Позже с Ниной Вырубовой занимались бывшая прима знаменитой труппы Дягилева — Вера Трефилова и известный хореограф — Виктор Гзовский.

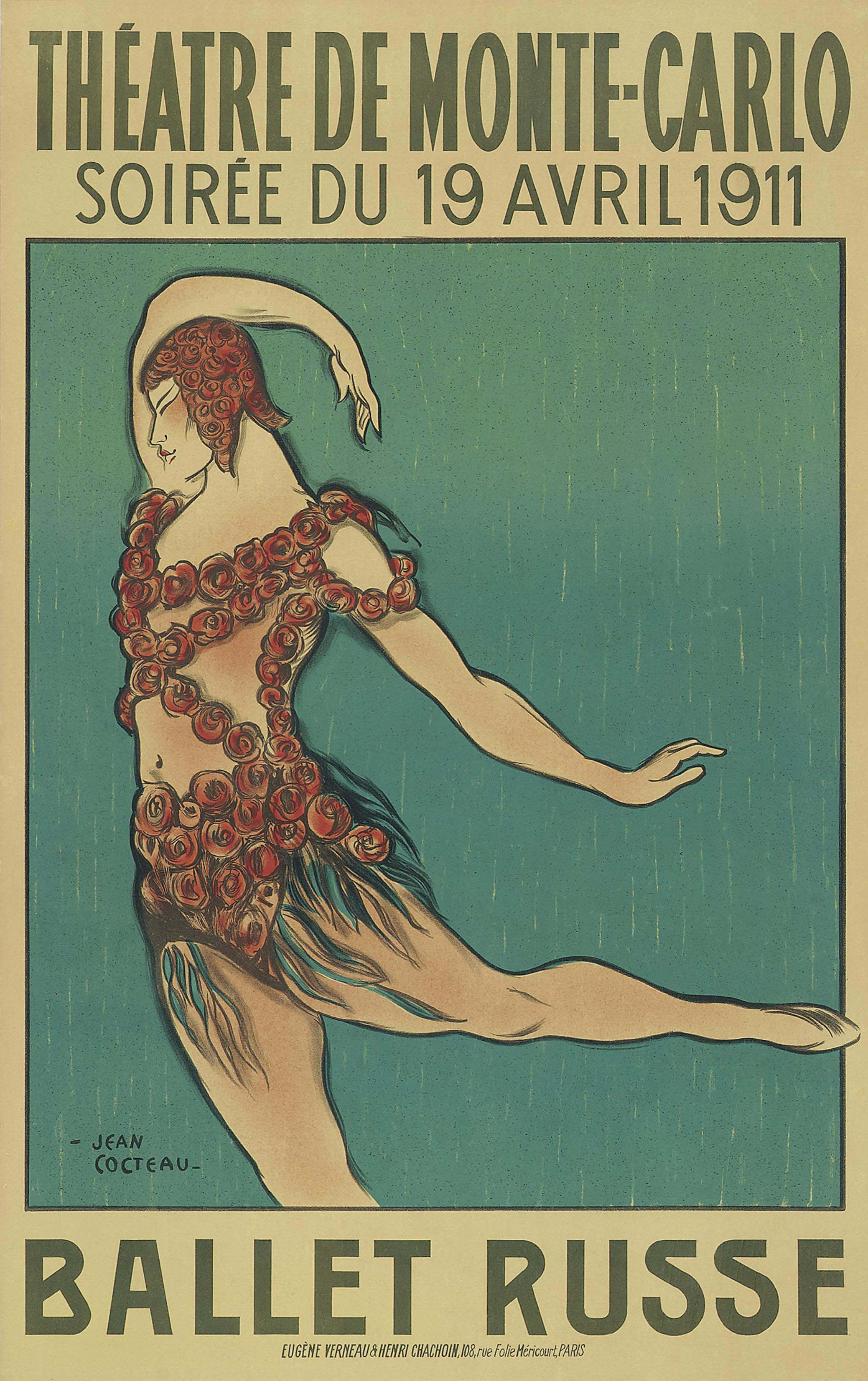
Плакат «Русского балета»

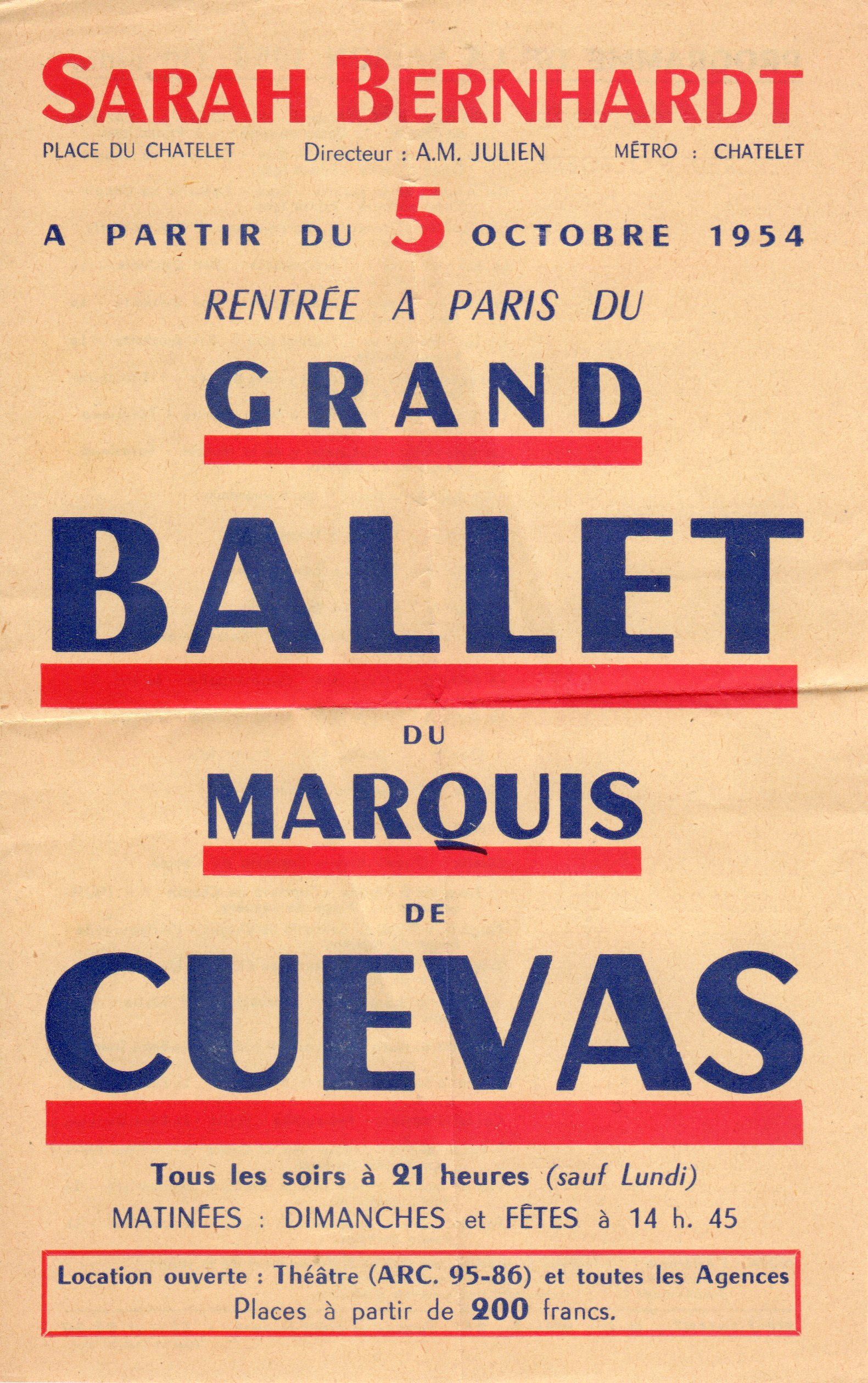
Плакат Grand Ballet du Marquis de Cuevas

С 1934 года Нина Вырубова начала выступать в концертах и на благотворительных вечерах. В 1937 году в Кане дебютировала как балерина в роли Сванильды в комическом балете «Коппелия». Выступала с Ballets Polonais в 1939 году и с Русским балетом в 1940 году. В этом же году стала балериной театра «Летучая мышь» в Париже. После оккупации Франции немецкими войсками в числе многих парижских артистов балета была отправлена на принудительные работы в Германию. В этот период времени познакомилась с Ирен Лидовой, а также французским хореографом и танцором — директором балетной труппы Роланом Пети. По окончании Второй мировой войны продолжила карьеру балерины: танцевала в Балете Елисейских полей, организованном Борисом Кохно — бывшим секретарём Сергея Дягилева. В 1949 году директор Парижской Гранд-опера — танцовщик Серж Лифарь, пригласил Вырубову в свою труппу на амплуа этуаль (первой балерины). На этой позиции прима-балерины Нина Вырубова оставалась до 1956 года.
В 1957 году, после окончания контракта с Гранд-опера и получив премию имени Анны Павловой за роль в «Жизели», Вырубова перешла в знаменитую труппу Grand Ballet du Marquis de Cuevas чилийского аристократа, импресарио Жоржа де Куэваса, пресс-секретарем которого более десяти лет была Ирен Лидова. После смерти де Куэваса труппа распалась, и Нина Вырубова уехала в «Русский балет Монте-Карло». В 1966 году она приняла решение покинуть сцену и заняться педагогической деятельностью, которой занималась до конца жизни. Преподавала в Париже и Труа.
Умерла 25 июня 2007 года в Париже. Похоронена на кладбище Сент-Женевьев-де-Буа города Сент-Женевьев-де-Буа.
Присутствует в ряде документальных фильмов, в том числе в «Les cahiers retrouvés de Nina Vyroubova» (1996).

### Личная жизнь
Трижды была замужем. В браке с Борисом Князевым у неё в 1951 году родился сын Юрий (Yura Kniazeff), ставший танцовщиком, солистом Национального балета Канады (National Ballet of Canada).